# Leea aequata
Leea aequata là một loài thực vật hai lá mầm trong họ Nho. Loài này được L. miêu tả khoa học đầu tiên năm 1767.